# Miguel Ángel Reyes-Varela
Miguel Ángel Reyes-Varela (Guadalajara, 21 juni 1987) is een Mexicaanse tennisspeler. Hij heeft één ATP-toernooi in het dubbelspel gewonnen. Ook deed hij al mee aan grandslamtoernooien. Hij heeft tevens dertien challengers in het dubbelspel op zijn naam staan.

## Palmares
| Legenda                       | Legenda               |
| ----------------------------- | --------------------- |
| Grand Slam                    |                       |
| Olympische Spelen             |                       |
| tot 2009                      | vanaf 2009            |
| Tennis Masters Cup            | ATP Finals            |
| ATP Masters Series            | ATP Tour Masters 1000 |
| ATP International Series Gold | ATP Tour 500          |
| ATP International Series      | ATP Tour 250          |

### Palmares dubbelspel
| Nr.                                      | Datum             | Toernooi           | Ondergrond | Partner            | Tegenstanders in finale             | Score                  | Details |
| ---------------------------------------- | ----------------- | ------------------ | ---------- | ------------------ | ----------------------------------- | ---------------------- | ------- |
| Gewonnen finales herendubbel             |                   |                    |            |                    |                                     |                        |         |
| 1.                                       | 4 augustus 2018   | ATP Cabo San Lucas | Hardcourt  | Marcelo Arévalo    | Taylor Fritz Thanasi Kokkinakis     | 6-4, 6-4               | Details |
| Verloren finales herendubbel             |                   |                    |            |                    |                                     |                        |         |
| 1.                                       | 21 juli 2018      | ATP Newport        | Gras       | Marcelo Arévalo    | Jonathan Erlich Artem Sitak         | 1-6, 2-6               | Details |
| 2.                                       | 21 juli 2019      | ATP Newport        | Gras       | Marcelo Arévalo    | Marcel Granollers Serhij Stachovsky | 7-6(10), 4-6, [11-13]  | Details |
| 3.                                       | 2 oktober 2022    | ATP Seoel          | Hardcourt  | Nicolás Barrientos | Raven Klaasen Nathaniel Lammons     | 1–6, 5–7               | Details |
| Gewonnen finales herendubbel challengers |                   |                    |            |                    |                                     |                        |         |
| 1.                                       | 30 maart 2014     | Guadalajara        | Hardcourt  | Cesar Ramirez      | Andre Begemann Matthew Ebden        | 6-4, 6-2               |         |
| 2.                                       | 10 mei 2015       | Cali               | Gravel     | Marcelo Demoliner  | Emilio Gomez Roberto Maytín         | 6-1, 6-2               |         |
| 3.                                       | 23 juni 2016      | Milaan             | Gravel     | Max Schnur         | Alessandro Motti Hsien-Yin Peng     | 1-6, 7-6(4), [10-5]    |         |
| 4.                                       | 16 juli 2017      | Medellin           | Gravel     | Darian King        | Nicolás Jarry Roberto Quiroz        | 6-4, 6-4               |         |
| 5.                                       | 3 september 2017  | Quito              | Gravel     | Marcelo Arévalo    | Nicolás Jarry Roberto Quiroz        | 4-6, 6-4, [10-7]       |         |
| 6.                                       | 10 september 2017 | Bogota             | Gravel     | Marcelo Arévalo    | Nikola Mektić Franko Škugor         | 6-3, 3-6, [10-6]       |         |
| 7.                                       | 17 september 2017 | Cary               | Hardcourt  | Marcelo Arévalo    | Mikelis Libietis Dennis Novikov     | 6-7(6), 7-6(1), [10-6] |         |
| 8.                                       | 21 oktober 2017   | Cali               | Gravel     | Marcelo Arévalo    | Sergio Galdós Fabrício Neis         | 6-3, 6-4               |         |
| 9.                                       | 29 oktober 2017   | Lima               | Gravel     | Blaž Rola          | Goncalo Oliveira Grzegorz Panfil    | 7-5, 6-3               |         |
| 10.                                      | 4 november 2017   | Guayaquil          | Gravel     | Marcelo Arévalo    | Hugo Dellien Federico Zeballos      | 6-1, 6-7(6), [10-6]    |         |
| 11.                                      | 1 april 2018      | San Luis Potosi    | Gravel     | Marcelo Arévalo    | Jay Clarke Kevin Krawietz           | 6-1, 6-4               |         |
| 12.                                      | 22 april 2018     | Guadalajara        | Hardcourt  | Marcelo Arévalo    | Brydan Klein Ruan Roelofse          | 7-6(3), 7-5            |         |
| 13.                                      | 20 mei 2018       | Lissabon           | Gravel     | Marcelo Arévalo    | Tomasz Bednarek Hunter Reese        | 6-3, 3-6, [10-1]       |         |

## Prestatietabel (Grand Slam) dubbelspel
| Legenda | Legenda                          |
| ------- | -------------------------------- |
| g.t.    | geen toernooi gehouden           |
| l.c.    | lagere categorie                 |
| –       | niet deelgenomen                 |
| G       | uitgeschakeld in de groepsfase   |
| 1R      | uitgeschakeld in de eerste ronde |
| 2R      | uitgeschakeld in de tweede ronde |
| 3R      | uitgeschakeld in de derde ronde  |
| 4R      | uitgeschakeld in de vierde ronde |
| KF      | uitgeschakeld in de kwartfinale  |
| HF      | uitgeschakeld in de halve finale |
| F       | de finale verloren               |
| W       | het toernooi gewonnen            |
| w-v     | winst/verlies-balans             |

| Grandslamtoernooien   |      |     |      |      |      |      |     |      |      |
| Australian Open       | –    | –   | –    | –    | 1R   | –    | –   | –    | 1R   |
| Roland Garros         | 1R   | –   | –    | 2R   | 1R   | –    | –   | –    | 3R   |
| Wimbledon             | –    | –   | –    | 2R   | 2R   | –    | –   | 2R   |      |
| US Open               | –    | –   | –    | 1R   | –    | –    | –   | 1R   |      |
| ATP World Tour Finals |      |     |      |      |      |      |     |      |      |
| Olympische Spelen     |      |     |      |      |      |      |     |      |      |
| Olympische Spelen     | g.t. | 1R  | g.t. | g.t. | g.t. | g.t. | –   | g.t. | g.t. |
| Statistieken          |      |     |      |      |      |      |     |      |      |
| Totaal aantal titels  | 0    | 0   | 1    | 0    | 0    | 0    | 0   | 0    | 0    |
| Eindejaarsranking     | 106  | 128 | 108  | 57   | 98   | 98   | 106 | 63   |      |